# 하세베 유
하세베 유(長谷部優, 1986년 1월 17일~)는 일본의 배우, 모델이다. 2000년 1월 1일, 마츠무로 마이와 타치바나 카나랑 Movin' on으로 데뷔한 후, 무대에 설 때 늘 센터에 섰으며 2005년부터 치한남자와 백댄서즈를 시작으로 배우로서의 입지를 넓혔다.

## 활동

### 앨범
- 携帯哀歌 その後/合コン哀歌 その後 (솔로 앨범)
- Dream 정규 1집 Dear...
  - 君といた空 (작사)
- Dream 정규 2집 Process
  - Precious Heart (솔로곡)
- Dream 정규 3집 Dream World
  - Turn it Into love (솔로곡)

### 영화/드라마
- 痴漢男 (치한남자) (2005년) - 아마노 역
- 彼らの海・VII Wish On The Polestar(그들의 바다) (2005년) - 코야마 아미 역
- mahora☆ -まほらのほし(마호의 별) (2005년) - 빨강 자리 레이나 역
- Girl's BOX いもうと(여동생) (2005년) - 아스카 역
- 恋する!?キャバ嬢(사랑! 캬바양) (2006년)
- 九十九～TUKUMO～ (츠쿠모) (2009년)
- インディゴの夜 (인디고의 밤) (2010년)
- ハンマーセッション! (Hammer Session!) (2010년)